# 奥兰塔 (南卡罗来纳州)
奥兰塔（英文：Olanta），是美国南卡罗来纳州下属的一座城市。城市类型是“Town”。其面积大约为1平方英里（2.59平方公里）。根据2010年美国人口普查，该市有人口563人，人口密度约为每平方 英里563.56人（约合每平方公里217.6人）。